# Francisco Ruiz Gijón
Francisco Ruiz Gijón, también conocido como Francisco Antonio Ruiz Gijón o Francisco Antonio Gijón (Utrera, 1653-Sevilla, 1720) fue un escultor español del barroco.

## Biografía
Su padre era Lucas Ruiz Gijón, natural de la Calzada de Calatrava. Era maestro de enseñar a leer y a escribir. Se desconoce porqué se trasladó a Andalucía, pero en 1647 se casó en Utrera con María de las Nieves. Se instalaron en la collación de Santa María de la Mesa.
En aquel entonces Utrera tenía 12 000 habitantes y gozaba de cierta prosperidad económica gracias a empresas de familias pudientes como los Ponce de León, los Montes de Oca, etcétera, además de su tradicional explotación agrícola. Sin embargo, la epidemia de peste de 1649 mermó la población y afectó gravemente a su economía.
En 1648 nació el primer hijo del matrimonio, Juan Carlos, que fue pintor. En 1649 nació Miguel, que trabajó primero como escultor y luego como maestro de escuela. En 1652 nació María, que murió en 1663. El siguiente en nacer fue Francisco Antonio, que fue bautizado el 13 de septiembre de 1653 en la Iglesia de Santa María de la Mesa. En 1658 nació Pedro Tomás.
En 1660 la familia se trasladó a Sevilla, a la collación del Sagrario. Es probable que primero tuvieran su residencia en la calle del Aceite, pero luego vivieron en la calle de Las Gradas.
Primero sus dos hermanos mayores y luego Francisco Antonio, en 1668, se incorporaron a la Academia de pintura y escultura instalada en la Casa Lonja. Esta institución se había creado poco antes con el patrocinio del conde de Arenales y había sido promovida por Murillo.
El padre de familia, Lucas Ruiz Gijón, enfermó y murió en 1668. El hermano mayor, Juan Carlos, se convirtió en el nuevo cabeza de familia.
En 1669 Francisco entró como aprendiz en el taller del maestro escultor Andrés Cansino, que tenía su vivienda y taller en la calle Colcheros. En los contratos de aprendizaje, el discípulo se trasladaba a vivir a la casa del maestro. El contrato de aprendizaje era por tres años, pero Cansino murió en 1670. A pesar de ser aprendiz en el taller de Cansino, continuó acudiendo a la Academia. Su profesor de dibujo escultórico fue Pedro Roldán entre 1668 y 1672.
Tras la muerte de Cansino, su viuda, Teresa de León, se traslada a la collación de San Isidoro, a la casa de su familia, y Francisco también se traslada al hogar familiar, en la collación del Sagrario. Los materiales y herramientas de escultura de Cansino quedaron en manos de Francisco.
Teresa León, de 32 años, y Francisco, de 17, se casaron el 27 de diciembre de 1670. Se trasladaron a vivir juntos en la calle Peladero (hoy Boteros), en la collación del Salvador. Teresa aportó sus tres hijos al matrimonio, que además tuvo otros tres vástagos: Josefa Teresa, en 1671; José Gregorio, en 1674; y María Florentina, en 1676. En 1674 el matrimonio se trasladó a una casa en la calle Conde de Castellar, en la collación de San Juan de la Palma. Luego vinieron tiempos turbulentos: la niña Josefa Teresa murió y el hijo Carlos Cansino, hijo del anterior matrimonio, se vio envuelto en querellas criminales y terminó en la cárcel. Teresa enfermó y murió en 1677. Del matrimonio con Teresa solo sobrevivió José Gregorio, ya que María Florentina murió en la infancia.
En 1677, Francisco se casó con Isabel de la Ascensión, hija de Jorge Caballero y Juana Bautista. En 1678 tuvieron una hija, Margarita Rosa. En 1680 la familia se trasladó a la collación de Santa Lucía. En mayo de 1683 se instaló en otra casa del mismo barrio, en la calle Enladrillada. En 1685 tuvo otra hija, Juana Bernarda. Poco después, se trasladó a otra casa de la misma zona. En 1689 nació otra hija, Isabel María.
En 1693 enfermó y redactó su testamento, pero posteriormente sanó y continuó con su vida.
Félix González de León informa que hacia 1703-1704 vivía en la plazuela del Herrador, en la collación de Santa Marina. Antonio Gómez Aceves dice que vivió hasta 1720 y también informa que vivió en la calle San Luis número 57, en esquina con las calles Macasta y Arrayán, en una parte en que la calle se ensancha y crea un lugar conocido como plaza del Herrador.

## Obra

### Obras documentadas y de segura atribución
Son obras documentadas y de segura atribución las siguientes:
- 1671. Jesús Nazareno. Iglesia de la Asunción. Alcalá del Río.
- 1673. Crucificado para José de Acosta, vecino de Arahal.
- 1673. Jesús atado a la columna. Junto con el maestro dorador Juan Luis de Rojas. Paradero desconocido.[16]
- 1674. Paso procesional de la Hermandad del Santísimo Sacramento. Iglesia del Salvador. Castilblanco de los Arroyos.
- 1674. Jesús Nazareno. Hermandad de Jesús Nazareno. Mairena del Alcor.[17]
- 1674. Paso procesional para el Santísimo Sacramento. Iglesia de San Juan de la Palma. Sevilla.
- 1675-1678. Santa Ana y la Virgen Niña. Iglesia de la Magdalena. Sevilla.[18]
- 1675. San Juan de la Cruz para el Convento de los Remedios de carmelitas descalzos. Sevilla. Paradero desconocido.[19]Puede ser el que se conserva en la National Gallery of Art de Washington, según el historiador sevillano José Roda Peña.
- 1676. San Antonio Abad. Iglesia de San Antonio Abad. Sevilla.
- 1677. Cristo de los Vaqueros, que se encuentra en la ermita de Santa María de Escardiel Castilblanco de los Arroyos.
- 1677. Relieves del retablo de la Soledad. Iglesia del Convento de San José de mercedarias. Sevilla. Perdidos.
- 1677. Relieves del retablo del Cristo de la Misericordia. Iglesia del Convento de San José de mercedarias. Sevilla. Perdidos.
- 1677. Dos imágenes del Niño Jesús. Convento de San José de mercedarias. Sevilla. Solo se conserva uno.[20]
- 1677. Inmaculada Concepción. Convento de San José de mercedarios descalzos. Paradero desconocido.[21]
- 1677. Esculturas para el paso del Niño Jesús de la Hermandad del Dulce Nombre de Jesús. Capilla de la hermandad en el antiguo Convento de San Pablo. Sevilla. Desaparecidos.[22]
- 1678. San José con el Niño Jesús. Iglesia de San Nicolás. Sevilla.[18]
- 1678. Santa Rosa de Lima. Iglesia de San Nicolás. Sevilla.
- 1678. Santa Ana maestra. Colegiata de Santa María de las Nieves. Olivares.
- 1679. San Francisco de Asís. Ermita de Ntra. Sra. de Belén. Zafra (Badajoz).[23]
- 1680. Paso para la Hermandad de San Juan Evangelista. Se conservan cuatro ángeles, propiedad de la Hermandad del Dulce Nombre. Iglesia de San Lorenzo. Sevilla.
- 1682. Cristo de la Expiración, conocido como el Cachorro. Hermandad del Cachorro. Basílica del Cristo de la Expiración. Sevilla. Según una leyenda muy difundida, el rostro del Cristo de la Expiración está tomado del de un gitano apodado el «Cachorro» que murió como consecuencia de las heridas sufridas en una reyerta. El incidente habría sido presenciado por el escultor, el cual plasmaría en el Cristo las facciones del herido en el instante de exhalar su último suspiro.[24]
- 1682-1685. Crucificado, Dolorosa y Ecce Homo de la colección Güell. Barcelona.
- 1687. Imágenes y paso para la Hermandad de las Tres Caídas. Iglesia de San Isidoro. Sevilla. El paso se perdió en el siglo XIX. La imagen de Jesús, muy deteriorada, sufrió una restauración poco afortunada y hoy no parece una obra de Gijón. Se conserva bien la figura de Simón de Cirene.[25] En el año 2009, se descubrieron dos tallas de ángeles en la Iglesia de San Isidoro de Sevilla que, tras ser estudiadas, se han atribuido con mucho fundamento a Ruiz Gijón. Debieron formar parte de este conjunto y no se tenía noticia de ellas desde la Guerra de la Independencia.[26]
- 1688-1692. Paso para la Hermandad de Jesús del Gran Poder. Sevilla. En estas andas se pueden contemplar varios relieves en los que se representan diversas escenas del antiguo y el nuevo testamento: destrucción del templo por Sansón; Moisés tocando con su vara la peña; La entrada de los animales en el Arca de Noe; la vuelta del hijo pródigo; Simón de Cirene ayudando a Jesús a transportar la cruz; Prendimiento de Jesús; Jesús atado a la columna; y los golpes que le dieron los soldados a Jesús. El paso cuenta con seis ángeles pasionarios, que fueron restaurados por Blas Molner en 1775. El paso fue restaurado en 1853.[27] Entre 2011 y 2012, el Instituto Andaluz del Patrimonio Histórico (IAPH) de la Junta de Andalucía lo restauró por encargo de la hermandad. Entre el 24 de febrero y el 25 de marzo de 2012 los resultados del proyecto de conservación fueron difundidos a través de la exposición temporal organizada por el citado IAPH en el patio de la antigua Audiencia de Sevilla, sede institucional de la Fundación Cajasol, denominada "Retablo en movimiento. La restauración del paso de Jesús del Gran Poder por el IAPH". Asimismo, y por el citado Instituto, se ha restaurado en 2012 la cruz de guía procesional de la hermandad, atribuida al mismo artista.[28]
- 1688. Paso para la Hermandad del Despedimiento. Iglesia de San Isidoro. Sevilla. Perdido.
- 1688-1689. Esculturas del monumento de la Catedral de Sevilla. Varias imágenes de este monumento están guardadas.[29] En la Capilla de San José de la Catedral de Sevilla hay una imagen de Jesús atado a la columna, que se cree que fue realizada por este autor para este monumento.[16]
- 1692-1693. San José con el Niño para Antonio de Castro. Paradero desconocido.
- 1694. Figuras del paso de la Hermandad del Prendimiento y Virgen de Regla. Perdidas.[30]
- 1694. Santa Catalina de Siena. Paradero desconocido.[31]
- 1694. Paso del Cristo del Amor. Hermandad del Amor. Sevilla. Muy reformado. Subsisten los ángeles, muy restaurados, y los relieves, que representan a Jesús en la calle de la Amargura, la coronación de espinas y el prendimiento.[32]
- 1694. San Jerónimo para Manuel Esclote. Paradero desconocido.[33]
- 1695-1700. Cuatro Evangelistas. Hermandad del Museo. Sevilla.[34][35]
- 1695-1700. San José sobre un trono de ángeles. Hermandad del Museo. Perdida.[36]
- 1698. Renovación de la tarasca y figuras de gigantes para la procesión del Corpus Christi. Sevilla. Perdidas.[37]

### Atribuciones
Son atribuidas al autor las siguientes imágenes:
● Virgen del Rosario. Patrona del Barrio de Santa Catalina. Iglesia de Santa Catalina, Sevilla 
- San Diego. Iglesia de Santa María de la Encarnación. Constantina. Perdida.
- San Juan de la Cruz. Iglesia de San Juan del convento de frailes carmelitas de Sanlúcar de Barrameda.
- Cuatro relieves de la Pasión. Iglesia de Santiago. Utrera.
- Santa Inés. Convento de San José de mercedarios descalzos. Sevilla.[39]
- Crucificado. Convento de Nuestra Señora de la Consolación de monjas mínimas. Sevilla.
- Inmaculada Concepción. Convento de San José de mercedarias. Sevilla.
- San José. Convento de San José de las mercedarias. Sevilla.
- San José. Colección de Millán Delgado. Sevilla.
- San Juan Bautista Niño. Hospital del Pozo Santo. Sevilla.
- Sagrada Familia de la Virgen. Iglesia de la O. Sevilla.
- Santa Catalina de Alejandría. Iglesia de Santa Catalina. Sevilla.
- Jesús del Desconsuelo. Iglesia de San Juan del convento de frailes carmelitas de Sanlúcar de Barrameda.
- Cruz de guía. Hermandad de Jesús del Gran Poder. Sevilla.
- San Fernando y Alfonso el Sabio niño. Colección particular. París.
- Cristo crucificado de la Salud. Iglesia de Santiago. Cádiz.
- San Marcos. Iglesia de San Marcos. Jerez de la Frontera.
- Ángeles-virtudes "pasionarios". Hermandad de Jesús Nazareno. Capilla de San Juan de Letrán. Jerez de la Frontera.
- Santa Marina. Iglesia de Santa Marina. Sevilla. Perdida.
- Cristo atado a la columna. Capilla de la Vera Cruz. Olivares.[16]
- Jesús Nazareno. Los Santos de Maimona (Badajoz).